# MIAR
MIAR (Matriu d'Informació per a l'Anàlisi de Revistes) és una base de dades, gratuïta i accessible per Internet, que serveix per a la identificació i l'avaluació de la difusió secundària de revistes d'humanitats i ciències socials. Es va desenvolupar el 2004, en el marc d'un estudi recolzat pel Ministeri d'Educació i Ciència.
Es tracta d'un model que indica la difusió de les revistes en repertoris, catàlegs i bases de dades internacionals, situant-les en un plànol comparatiu internacional i nacional. MIAR esdevé una eina per accedir a les dades bibliogràfiques de les revistes dels editors, la seva periodicitat i indexació. Abasta un nombre important de títols de revistes que, per la seva temàtica -ciències socials i humanitats- sovint queden al marge dels índexs de citacions ISI. MIAR, permet comparar les revistes nacionals en l'àmbit internacional, pel que fa al conjunt de la seva disciplina.
MIAR agrupa les revistes en grans àmbits temàtics, que al seu torn es subdivideixen en camps acadèmics més específics. A través del sistema es realitza l'encreuament entre les revistes identificades pel seu ISSN i les bases de dades que les indexen. A més, s'indica el vincle als llocs web dels editors i les institucions responsables dels repertoris i les fonts. A banda, també s'ofereix informació de la presència de la revista en repertoris d'avaluació com ara el segell de qualitat de la Fundación Española para la Ciencia y la Tecnología (FECYT), Scimago Journal Rank, CARHUS Plus+ o Clasificación Integrada de Revistas Científicas (CIRC), així com la política d'accés obert de cada publicació. MIAR disposa d'un indicador de difusió, l'ICDS, que permet mesurar quantitativament la visibilitat dels títols en funció de la seva presència en algunes bases de dades internacionals de referència.
El 2014 contenia 28.480 revistes, extretes de quaranta-vuit bases de dades. Des de l'any 2014 s'ha ampliat el camp temàtic i l'abast a passat a ser universal, amb cobertura de qualsevol ISSN, independentment de la seva matèria. El maig de 2016 es va publicar la nova versió de MIAR, que es va presentar a la 6a Conferencia Internacional sobre Revistas de Ciencias Sociales y Humanidades (CRECS 2016), organitzada per la revista El profesional de la Información (EPI) i la Universitat de Barcelona (UB). En la nova versió, el sistema inclou més de 29.000 publicacions i 114 fonts d'informació (bases de dades o repertoris d'avaluació).